# Чорбаджийско
Чорбаджийско (болг. Чорбаджийско) — село в Болгарии. Находится в Кырджалийской области, входит в общину Кирково. Население составляет 1 932 человека.

## Политическая ситуация
В местном кметстве Чорбаджийско, в состав которого входит Чорбаджийско, должность кмета (старосты) исполняет Сами Хасан Везир (Движение за права и свободы (ДПС)) по результатам выборов правления кметства.
Кмет (мэр) общины Кирково — Шукран Кязим Идриз (Движение за права и свободы (ДПС)) по результатам выборов в правление общины.